# Acerataspis fusiformis
Acerataspis fusiformis là một loài tò vò trong họ Ichneumonidae.